# Коронавирусна болест 2019 при животните
|                                                                |  |
|                                                                |  |
|                                                                |  |
|                                                                |  |
|                                                                |  |
| Възприемчиви видове, които могат да предават COVID-19 на хора. |  |

Коронавирусната болест 2019 при животните е заразно, вирусно заболяване при животните, причинено от инфекция със SARS-CoV-2.
Инфекции на животни със SARS-CoV-2 са докладвани от няколко държави. Доказано е, че няколко животински вида са податливи на инфекция със SARS-CoV-2 по естествен път и/или чрез експериментална инфекция.
Американските норки (Neovison vison), горилите (Gorilla gorilla) и макаците (Macaca fascicularis и Macaca mulatta) могат да предават инфекцията на хора.
COVID-19 е зооноза. Към настоящия момент няколко животински видове са имали положителни тестове за SARS-CoV-2, като инфекцията е внесена в популацията в резултат на близък контакт с хора или животни, заразени със SARS-CoV-2, или при експериментални проучвания за инфекция, проведени в лабораторни условия. Животинските видове, за които е налична информация за естествена или експериментална инфекция, са:
| Видове                                                   | Инфекция                                                                   | Инфекция                                                                     | Инфекция                              | Клинични признаци (при животните)                                          |
| -------------------------------------------------------- | -------------------------------------------------------------------------- | ---------------------------------------------------------------------------- | ------------------------------------- | -------------------------------------------------------------------------- |
| Видове                                                   | Вид [експериментална (лабораторна) / естествена (на полето, в практиката)] | Податливост (възприемчивост) [липсва/изключително ниска/ниска/средна/висока] | Предаване                             | Клинични признаци (при животните)                                          |
| Селскостопански животни                                  |                                                                            |                                                                              |                                       |                                                                            |
| Американска норка (Neovison vison)                       | Естествена и експериментална                                               | Висока                                                                       | Да, между норките и от норки на хора  | Да (в някои случаи)                                                        |
| Порови (домашни порчета)                                 | Естествена и експериментална                                               | Висока                                                                       | Да, между порчетата                   | Да (но само в единични случаи)                                             |
| Енотовидно куче (Nyctereutes procyonoides)               | Експериментална                                                            | Висока                                                                       | Да, между енотовидните кучета         | Не                                                                         |
| Зайци (Новозеландски бели зайци, Oryctolagus cuniculus)  | Експериментална                                                            | Средна                                                                       | Не                                    | Не                                                                         |
| Прасета (Американски йоркширски кръстоски, Sus scrofa)   | Експериментална                                                            | Много ниска                                                                  | Не                                    | Не                                                                         |
| Домашно говедо (Bos taurus)                              | Експериментална                                                            | Много ниска                                                                  | Не                                    | Не                                                                         |
| Птици (кокошки, патици и пуйки)                          | Експериментална                                                            | Липсва                                                                       | Не                                    | Не                                                                         |
| Домашни любимци                                          |                                                                            |                                                                              |                                       |                                                                            |
| Котки (домашни)                                          | Естествена и експериментална                                               | Висока                                                                       | Да, между котките                     | Да (но не се наблюдават при всички случаи)                                 |
| Златист хамстер (Mesocricetus auratus)                   | Експериментална                                                            | Висока                                                                       | Да, между хамстерите                  | Да (от липсващи, до много слаби в някои случаи, в зависимост от възрастта) |
| Кучета                                                   | Естествена и експериментална                                               | Ниска                                                                        | Не                                    | Да (но в повечето случаи не се наблюдават )                                |
| Диви животни                                             |                                                                            |                                                                              |                                       |                                                                            |
| Горили (Gorilla gorilla)                                 | Естествена                                                                 | Висока                                                                       | Да                                    | Да                                                                         |
| Макаци (Macaca fascicularis и Macaca mulatta)            | Експериментална                                                            | Висока                                                                       | Да (от липса до някои случаи в тежки) |                                                                            |
| Големи котки (тигри, лъвове, снежни леопарди и пуми)     | Естествена                                                                 | Висока                                                                       | Да, между котките                     | Да (в повечето случаи)                                                     |
| Египетски плодояден прилеп (Rousettus aegyptiacus)       | Експериментална                                                            | Висока                                                                       | Да, между плодоядните прилепи         | Не                                                                         |
| Белоопашат елен (Odocoileus virginianus)                 | Експериментална                                                            | Висока                                                                       | Да, между белоопашатите елени         | Не                                                                         |
| Мармозетки (Callithrix jacchus)                          | Експериментална                                                            | Висока                                                                       | Не                                    | Не                                                                         |
| Азиатска късоноктеста видра (Aonyx cinereus)             | Естествена                                                                 | Висока                                                                       | липсват данни                         | Да                                                                         |
| Ръждива горска полевка (Myodes glareolus)                | Експериментална                                                            | Средна                                                                       | Не                                    | Не                                                                         |
| Североамериканска еленова мишка (Peromyscus maniculatus) | Експериментална                                                            | Висока                                                                       | Да, към други еленови мишки           | Не                                                                         |

## COVID-19 във ферми за норки
От април 2020 г. огнищата на COVID-19 са засегнали повече от 450 ферми за кожи от норки в Европа и Северна Америка, което е довело до умъртвяването на над 20 милиона животни. Вирусът е потвърден във ферми за норки в 12 страни: Канада, Дания, Франция, Гърция, Италия, Латвия, Литва, Полша, Испания, Швеция, Холандия и САЩ. В България няма потвърдени случаи, но след проверка на Министерството на земеделието във фермата за норки край село Маджерито е установено, че изследването за COVID-19 при норките въобще не се е включвало в програмата от началото на пандемията.  За възможни пропуски в биосигурността във фермата сигнализират и от сдружение КАЖИ още преди да бъде извършена проверката.
През септември 2020 г. изследване показва, че 66 случая на COVID-19 при хора в Нидерландия са свързани с ферми за норки. Поради опасения, че фермите за кожи от норки могат да се превърнат в резервоар за вируси, който може да причини нови огнища при хората, нидерландският парламент гласува да придвижи планираната забрана за отглеждане на норки, която първоначално трябва да влезе в сила през 2024 г., и да затвори останалите 128 нидерландски ферми за норки до края на 2020 г.
В Дания са докладвани 214 случая на COVID-19 при хора, свързани с ферми за норки. Като предпазна мярка заради опасения от мутация на вируса датското правителство нарежда умъртвяването на всички животни в останалите ферми за кожи, над 17 милиона норки, и временна забрана за развъждане на норки в страната.
Освен страни като Дания (която отменя сезона за размножаване на норките през 2021 г. и 2022 г.), Италия (която въвежда постоянна забрана за отглеждане на кожи през 2022 г.) и Нидерландия (която измества графика си за спиране на индустрията от 2024 до 2021 г.) повечето държави със засегнати ферми за кожи от норки са позволили на производителите да продължат с интензивните си операции за отглеждане на норки въпреки сериозните опасения относно рисковете за общественото здраве.